# Black Market Music
Black Market Music is het derde studioalbum van de rockband Placebo. Het duurde negen maanden om het album op te nemen. Het werd uitgebracht in 2000.

## Lijst van nummers
1. "Taste in Men" – 4:15
2. "Days Before You Came" – 2:33
3. "Special K" – 3:52
4. "Spite & Malice" – 3:37
5. "Passive Aggressive" – 5:24
6. "Black-Eyed" – 3:48
7. "Blue American" – 3:31
8. "Slave to the Wage" – 4:06
9. "Commercial for Levi" – 2:20
10. "Haemoglobin" – 3:46
11. "Narcoleptic" – 4:22
12. "Peeping Tom" – 5:19